# Кість Андрій Федорович
Андрі́й Фе́дорович Кі́сть (17 (29) травня 1891 , Сквира, Київська губернія  — не раніше 10 вересня 1977 , США ) — військовий і громадський діяч, журналіст, бандурист, актор, священик; сотник Армії УНР.

## Життєпис
Народився в сім'ї Федора й Анастасії.
Закінчив Сквирську гімназію (1913).
У «Curriculum vitae» писав:
|  | В 1914 р. вступив до Університету Св. Володимира в Київі на правничий ф-т. Був на світовій війні старшиною в був. Російській Армії, 3-чі ранений (1914—1917). В 1917 р. вступив до Армії УНР, в Генер. Секретаріат Військ. Справ, а потім Ген. Штаб в Київі. В 1918 р. перевівся до Київ. Українського Університету на правничий ф-т. На початку 1919 р. евакуйований разом з військом УНР з Київа і відкомандірований для охорони Державного майна Мін. Фін. І Екс.-Заг. Держ. Паперів УНР. Увесь час перебував при уряді УНР. Після ліквідації установ УНР, працював з 1 травня 1921 р. в газеті “Українська Трибуна” у Варшаві. 28 травня 1921 р. вступив для продовження освіти до Варшавського Університету на природничий відділ, де був до 1922 року. До Чехії прибув 27 квітня 1922 р. для продовження освіти. |
Дійсний слухач кооперативного відділу економічно-кооперативного факультету Української Господарської академії в Подєбрадах (1923—1927). Захистивши дипломну роботу «Ідейний напрямок Українського кооперативного руху» «з успіхом дуже добрим», здобув фах інженера-економіста (18 червня 1927). Учень і співробітник Василя Авраменка.
В Празі вивчав гру на бандурі у Василя Ємця та Михайла Теліги. Він брав активну участь в другій кобзарській капелі в Празі та в північній америці  виступав як бандурист соліст в під час гастроль балетних груп В. Авраменка.
Вчителював в Підкарпатській Русі, пропагував і поширював тут український національний танок.
|  | Дуже значні наслідки на Закарпатті мала праця інж. А. Кістя, який був там в рр. 1931 - 1936 народнім учителем і ширив мистецтво українського національного танку (найбільше в Ужгородській, Березнянській і Хустських округах), — писав Симон Наріжний. - Масові виступи підготовлених А. Кістем танкових Груп були м. інш. на з’їзді українського жіноцтва в Ужгороді, на ювілейному святі “Просвіти” в Рахові, на з’їздах української молоді в Мукачові й Ужгороді і т д. Інж. А. Кість виступав як фільмовий артист. Грав він одну з головних ролей у фільмі “Марійка-невірниця“ (на сюжет письменника Івана Ольбрахта з карпатоукраїнського життя). |
Переїхав до Канади, потім до США. Грав на бандурі у виставах Василя Авраменка та в американських фільмах. Пізніше — священик у Міннеаполісі.
Нагороджений Хрестом Симона Петлюри, Воєнним хрестом і Хрестом відродження.